# Planète Rap
Planète Rap est initialement une émission de radio française diffusée sur le réseau FM national français Skyrock depuis 1996 et animée par Fred Musa. À partir de janvier 2006, la déclinaison de l'émission pour la télévision est diffusée sur France 4 avant d'être interrompue puis de reprendre à partir de 2024. À partir de juillet 2006, un magazine imprimé mensuel reprend le titre Planète Rap Mag comme relais l'émission radio.

## Déroulement
Planète Rap présente des artistes Rap et R’n’B, avec des lives, freestyles, interviews, coulisses, ainsi que des medleys interprétés et choisis par les artistes invités. Émission quotidienne, elle est diffusée de 20h à 21h, du lundi au vendredi, consacrant une semaine à un artiste ou un projet (sorties de compilation, évènement, etc.). "Planète Rap - La Nocturne" propose chaque vendredi soir de minuit à 2h, deux heures de morceaux de rap français, le plus souvent en présence d'un invité. Parfois l'émission propose des freestyles enregistrés en direct ou une présentation des invités et de leur actualité musicale.

## Audience
Entre 1996 et 2007, Planète Rap est l’émission (radio) Rap et R'n'B obtenant le plus d'audience chez les moins de vingt cinq ans.

## Adaptations

### Presse
Un titre de presse magazine mensuel, Planète Rap Mag relais de l'émission radio existe depuis juillet 2006. Le magazine présente sur une soixantaine de pages, les artistes, à travers des interviews, des photos, des posters, des fiches paroles ou encore des chroniques.

### Télévision
À partir de janvier 2006, une version télévisée est diffusée sur France 4.  En 2006, c'est la « seule émission de rap de l'audiovisuel français ». L'émission, interrompue le 8 décembre 2007 sur France 4, est ensuite diffusée sur France Ô pendant quelque temps puis elle disparaît de l’antenne[réf. nécessaire]. Sur France 4, l'émission d'une durée d'une heure est diffusée le samedi vers 19h. Sur France Ô, l’émission est enregistrée spécifiquement pour la télévision et dure environ 30 minutes.
Début 2024, l'adaptation télévisuelle de l'émission fait son retour avec une version mêlant capatations radio de freestyle, interviews et reportages. L'émission d'une durée de 52 minutes est diffusé sur la chaîne provisoire Culturebox, le jeudi à 21h ainsi que sur France 2, le vendredi en troisième partie de soirée.

## Divers
Le rappeur Busta Flex est le premier invité de Planète Rap en janvier 1998 ; il inaugure cette formule n'accueillatn antérieurement aucun invité[réf. nécessaire].